# Смит, Кики
Кики Смит (англ. Kiki Smith; род. 18 января 1954, Нюрнберг) — современная американская (США) художница, скульптор и график.

## Жизнь и творчество
Кики родилась в Германии, будучи одной из трёх дочерей известного скульптора-минималиста Тони Смита; мать — оперная певица Джейн Лоуренс Смит. Выросла в городке Саут-Ориндж, штат Нью-Джерси. Стала интересоваться искусством в юности, помогая отцу в его работе по созданию картонных моделей его будущих скульптур. В 1974—1976 годах училась в Школе искусств Хартфорда (Коннектикут), однако курса не закончила. Тогда же переехала в Нью-Йорк, где и поныне живёт и работает. В 1985 году прошла обучение на санитара в одном из бруклинских госпиталей — с целью лучшего изучения человеческого тела, что ей необходимо было как скульптору.
В конце 1970-х годов Кики — находясь под влиянием таких мастеров, как Луиза Буржуа, Ева Гессе и Нэнси Сперо — участвует в работе художественной группы Colab, инсталлировавшей в 1980 году выставку «Таймс-Сквер» (Times Square Show). В дальнейшем графические работы её — особенно в ранний период творчества — цветная печать на тканях, в частности, на одежде. Как скульптор Кики работает с самыми различными материалами, в том числе с бронзой, рисовой бумагой и стеклом. Стеклом Кики начинает заниматься в 1985 году, на Нью-Йоркской экспериментальной мастерской стекла (New York Experimental Glass Workshop). Своим творчеством К.Смит практически всегда затрагивала социальную тематику современной жизни Америки. Так, после появления в стране вируса иммунодефицита (ВИЧ) и смерти от СПИДа её сестры, К.Смит выставляет весьма провокативную работу «Игра времени» Game Time (1986): 12 наполненных кровью стеклянных сосудов, вмонтированных в некую колоду, с подписью: «12 пинт крови из человеческого тела. Где-то так» («There are approx. 12 pints of blood in the human body.»). На тему абортов она отозвалась бронзовой статуей Womb (1986). Изображает открывающуюся женскую матку, которую зритель видит пустой.
В начале 1990-х годов художница создаёт человеческие статуи в натуральную величину, не щадящие в том числе и уродства тела. Так, её первой работой, выставленной в 1990 году были выполненные из пчелиного воска нагие мужское и женское тела, покрытые — как вследствие заразной болезни — красными пятнами и висящие безжизненно в метре друг от друга. Из женских грудей течет материнское молоко, у мужчины по ноге — его семенная жидкость. К.Смит постоянно пытается в своих произведениях — скульптурах и инсталляциях — расшифровать анатомию человека и работу его тела, скрытую от нас — обмен жидкостями между органами, деятельность системы пищеварения, выделение продуктов жизнедеятельности. В конце 1990-х художницу увлекают новые темы — живой природы и космоса, сказочных миров и животных. Их она воплощает и в скульптуре, и в живописи. Кроме этого, К.Смит создала целую серию автопортретов.
Персональные выставки К.Смит имели место в Иерусалиме, датском Хумлебеке (1994), Любеке, Лос-Анджелесе и Монреале (1996), Ганновере (1998), Ульме (2001), Нью-Йорке (2003), Барселоне (2009), Сан-Джиминьяно (2014). Принимала участие в международных выставках современного искусства в Касселе Documenta Х (1997), в парижском Центре Помпиду (1995), Венецианском биеннале (1993). Работы её хранятся в крупнейших музеях Америки и Европы, в том числе в Британском музее, Музее современного искусства Лос-Анджелеса, Музее изящных искусств Бостона и др.
С 2012 года Кики Смит — член Американской академии искусств и наук.

## Дополнения
- Kiki Smith bei artnet.de
- Wendy Weitman: Experiences with Printmaking: Kiki Smith Expands the Tradition (PDF, 403KB)
- Лекция Ирины Кулик в Музее «Гараж». Кики Смит — Аннет Мессаже
- Galerie Lelong & Co.